# Todo un héroe
 Todo un héroe  es una película en blanco y negro de Argentina dirigida por Luis Bayón Herrera sobre el guion de Rodolfo Manuel Taboada según la obra Il marito che cerco, de Sergio Pugliese que se estrenó el 20 de abril de 1949 y que tuvo como protagonistas a Pepe Arias, Delfy de Ortega, Milagros de la Vega y Eduardo Sandrini.

## Sinopsis
Un hombre tímido es confundido con quien salvó a una mujer de morir ahogada y es visto como un héroe.

## Reparto
- Pepe Arias ... Víctor Abate
- Delfy de Ortega ... Clara
- Milagros de la Vega ... Matilde
- Eduardo Sandrini ... Falso Víctor Abate
- Francisco Pablo Donadío ... Aníbal Abate
- Juan José Porta ... Dr. Juan Carlos Oviedo
- Domingo Mania
- Lucy Gallardo ... Elena
- Irma Denás
- Elda Dessel ... Lucía

## Comentarios
La crónica de Noticias Gráficas dijo:

”El personaje “Todo un héroe” posee profunda y real calidad humorística…Plantea con agudeza y buen humor las tribulaciones del personaje, al par que hace  observaciones atinadas sobre costumbres y modalidades humanas.”

La revista Set comenzó:

”El tema se prestaba, pro la standarización del director hace que resulte una labor más…A pesar de todo, muestra al protagonista en un trabajo completo, en el cual da con seguridad el tono dramático como el reidero, superando sus anteriores películas.”

Por su parte Manrupe y Portela escriben:

”La fatalidad y la imposibilidad de escapar al rol impuesto por la sociedad son lo más interesante de esta comedia de Pepe Arias, en la que un tratamiento corriente es superado por la actuación del cómico.”